# Hemtjärnen (Färnebo socken, Värmland, 662039-141066)
Hemtjärnen är en sjö i Filipstads kommun i Värmland och ingår i Göta älvs huvudavrinningsområde. Sjön är 10 meter djup, har en yta på 0,227 kvadratkilometer och är belägen 175,2 meter över havet. Sjön avvattnas av vattendraget Stampbäcken.

## Delavrinningsområde
Hemtjärnen ingår i det delavrinningsområde (662238-141154) som SMHI kallar för Mynnar i Daglösen. Medelhöjden är 215 meter över havet och ytan är 22,78 kvadratkilometer. Det finns inga avrinningsområden uppströms utan avrinningsområdet är högsta punkten. Stampbäcken som avvattnar avrinningsområdet har biflödesordning 4, vilket innebär att vattnet flödar genom totalt 4 vattendrag innan det når havet efter 349 kilometer. Avrinningsområdet består mestadels av skog (85 procent). Avrinningsområdet har 1,31 kvadratkilometer vattenytor vilket ger det en sjöprocent på 5,7 procent.